# Poly Bridge 2
Poly Bridge 2 (дословно с англ. — «Много мостов 2») — компьютерная игра в жанрах симулятор строительства и управления и головоломка, игра является продолжением Poly Bridge. Игра была разработана и издана студией Dry Cactus. Музыку написал Адрианом Таленсом. Игра стала доступна во всем мире 28 мая 2020 года для платформ Linux , macOS , Windows , IOS и Android.

## Разработка
Poly Bridge 2 до сих пор разрабатывается и издаётся новозеландским разработчиком видеоигр Dry Cactus, а канадский композитор Адриан Таленс продолжает дописать оригинальный саундтрек. Игра была выпущена через Epic Games Store и Steam 28 мая 2020 года для Linux , macOS и Microsoft Windows.

## Игровой процесс
Целью Poly Bridge 2 по-прежнему является строительство моста. Мост должен быть способен выдерживать транспортные средства и обеспечивать проезд из места «А» в место «Б» с полезными грузами. Сложность в предоставлении игроку ограниченного бюджета. В дополнение к материалам, которые уже были представлены в Poly Bridge, были представлены новые материалы такие как пружина. Игра предлагает четыре разных мира, которые состоят из шестидесяти четырех уровней.

## Критика
| Сводный рейтинг    | Сводный рейтинг |
| Агрегатор          | Оценка          |
| ------------------ | --------------- |
| Metacritic         | 69/100          |
| Иноязычные издания |                 |
| Издание            | Оценка          |
| Shacknews          | 5/10            |

Poly Bridge 2 получил «смешанные или средние» отзывы, согласно обзорам на агрегаторе Metacritic.
Рассел Арчи из Gaming Nexus оценил игру в 8,5 из 10. Он почувствовал, что игра была приятной и расслабляющей, и приносила ему большое счастье каждый раз, когда мост, который он построил, ломался, и водители падали в воду.
Крис О’Коннор из Impulse Gamer дал игре 3,6 балла из 5. Он похвалил игру за хорошее развлечение по довольно разумной цене, но раскритиковал ее за отсутствие достаточного количества этапов игры.
Джон Уокер из Rock, Paper, Shotgun прокомментировал, что игра «гораздо больше похожа на пакет расширения, чем на целую новую игру», и подумал, что ему трудно наслаждаться игрой.